# Laura Kolbe
Laura Kristina Kolbe (née le 9 septembre 1957 à Bogotá en Colombie) est une historienne finlandaise.

## Biographie
Laura Kolbe obtient un Master en histoire en 1982 et elle soutient sa thèse de doctorat en 1989 en histoire de la Finlande et des pays nordiques.

## Ouvrages
- Matti Klinge, Laura Kolbe, Helsinki, fille de la Baltique - Une brève biographie, Éditions Otava (1999)

- (fi) Hotelli Kämp – lyhyt historia, 1985
- (fi) Kulosaari – unelma paremmasta tulevaisuudesta (thèse), Otava, 1988
- (fi) Laura Kolbe, Matti Klinge, Marja-Liisa Nevala,  Päivi Setälä, Kuningatar Kristiina – aikansa eurooppalainen, Otava, 1990
- (fi) Laura Kolbe et Matti Klinge, Suomen ylioppilas, Otava, 1991
- (fi) Sivistyneistön rooli. Helsingin yliopiston ylioppilaskunta 1944-1959, Otava, 1993
- (fi) Traditio – murros – jatkuvuus. Helsingin II normaalikoulu 125 vuotta, 1994
- (fi) Eliitti, traditio, murros : Helsingin yliopiston ylioppilaskunta 1960–1990, Helsinki, Otava, coll. « Helsingin yliopiston ylioppilaskunnan historia 6 », 1996 (ISBN 951-1-14475-8)
- (fi) Laura Kolbe et Heikki Helin, Helsingin historia vuodesta 1945 III, Helsingin kaupunki, 1999
- (fi) Matti Klinge et Laura Kolbe, Helsinki – Itämeren tytär, Otava, 1999
- (fi) Kaupungissa kasvanut, Helsinki, Kirjapaja, 2005 (ISBN 951-607-185-6)
- (fi) Järvinen, Katriina & Kolbe, Laura, Luokkaretkellä hyvinvointiyhteiskunnassa : Nykysukupolven kokemuksia tasa-arvosta, Helsinki, Kirjapaja, 2007 (ISBN 978-951-607-572-6)
- (fi) Ihanuuksien ihmemaa, Helsinki, Kirjapaja, 2010 (ISBN 978-952-247-054-6)
- (fi) Laura Kolbe et Anja Kervanto Nevanlinna, Senaatintori : Suomen sydämessä, 2012
- (fi) Yläluokka : olemisen sietämätön vaikeus, 2014
- (fi) Laura Kolbe, Samu Nyström et Jyrki Vesikansa, Helsinki 1945 : pääkaupunki ja rauha, Helsinki, Minerva, 2015 (ISBN 978-952-312-192-8)